# Марксистське вчення про право
Право, за цим вченням, — суто класове явище; є піднесеною до закону волею панівного класу, зміст якої визначається матеріальними умовами життя цього класу. Таке визначення дали К. Маркс і Ф. Енгельс праву в «Маніфесті Комуністичної партії».

## Основні положення марксистського вчення про право
Марксистське вчення, засновниками якого є Карл Маркс (1818-1883р) і Фрідріх Енгельс (1820-1895р) виходить, з одного боку, з матеріалістичної філософії, з іншого - з ідеї розвитку. Згідно з матеріалістичним підходом, об'єкти, що існують в природі, первинні; думка, дух, свідомість - це відображення матеріального світу. Ідея розвитку означає, що в природі немає нічого раз і назавжди даного, все змінюється в процесі постійної еволюції.
Право є частиною надбудови над економічним базисом суспільства. Цей базис визначає зміст права. Воднораз право може здійснювати зворотний вплив на економіку і все суспільне життя. 
Майнова нерівність, за марксистською теорією, спричиняє тенденцію в суспільних класів, позбавлених засобів виробництва, до звільнення від тяжкої залежності від власників засобів виробництва.
Власники ж засобів виробництва відшукують способи для забезпечення своєї економічної, а також суспільної переваги. Саме внаслідок цього виникає держава, виникають правові норми. їхнє завдання - служити інтересам панівних класів, забезпечувати їхнє панування над експлуатованими масами.
Право, як застосування «рівного масштабу» до різних за якостями і можливостями особистостей, не може створити між ними фактичної рівності, — отже, воно є «правом нерівності». З цього робиться висновок, що в процесі побудови комунізму, ідея якого заснована на цілковитій рівності всього і всіх, право повинно поступово відмерти.
Головні ознаки права:
- класовий характер

Право — сукупність правил поведінки, що виражають волю пануючого класу, встановлених у законодавчому порядку, а також звичаїв і правил гуртожитку, санкціонованих державною владою, застосування яких забезпечується примусовою силою держави з метою охорони, закріплення і розвитку суспільних відносин і порядків, вигідних і бажаних панівному класу
- вольовий характер

Вольовий характер права, вираження в ньому суспільних, групових і індивідуальних інтересів означає, що в праві проявляється та втілюється воля, змістом якої є інтерес.Воля пронизує діяльність людини, її цілеспрямовану поведінку в усіх, у тому числі й у правовій, сферах життя.  
- матеріальна обумовленість

## Радянська інтерпретація
У радянські часи існували різні інтерпретації марксистського вчення про право. До створення розгорнутої системи радянського законодавства переважав соціологічний (П. Стучка) і частково психологічний підхід(І. Рейснер). Згодом упродовж тривалого часу право ототожнювалося з законом, визнавалося похідним від держави, продуктом її діяльності. Ще й досі багатьма юристами не подолане таке розуміння права. Воно було сформульоване в 1938 році на І Всесоюзній нараді працівників права А. Вишинським, який був тоді головним теоретиком серед юристів. Він розглядав право як сукупність норм (вже потім стали говорити про їх систему), що встановлені або санкціоновані державою, виражають волю панівного класу, виконання яких забезпечується примусовою силою держави з метою охорони, закріплення і розвитку суспільних відносин, що є вигідним для панівного класу.
Визначальними рисами такого розуміння права є:
- проголошення верховенства держави над правом, повна залежність права від держави,
- ототожнення права з законодавством,
- класовість і орієнтація на примус у праві,
- заперечення загальносоціальної цінності права.

У радянські роки цей підхід до права виправдовував і навіть оточував правовим ореолом закони, що суперечили елементарним вимогам моралі і справедливості (властиві для 30-х років закони, які надавали право здійснювати «правосуддя» позасудовим органам, ліквідовували за окремими категоріями справ право на захист і т. ін.). Таке розуміння права на довгі роки загальмувало розвиток радянської правової науки.